# Spermophorella mjobergi
Spermophorella mjobergi là một loài côn trùng trong họ Berothidae thuộc bộ Neuroptera. Loài này được Esben-Petersen miêu tả năm 1918.